# USS Dyson (DD-572)
USS Dyson (DD-572) là một tàu khu trục lớp Fletcher được Hải quân Hoa Kỳ chế tạo trong Chiến tranh Thế giới thứ hai. Nó là chiếc tàu chiến duy nhất của Hải quân Mỹ được đặt theo tên Chuẩn đô đốc Charles W. Dyson (1861–1930), người tham gia Chiến tranh Thế giới thứ nhất. Nó hoạt động cho đến hết Thế Chiến II, được cho xuất biên chế năm 1947, rồi được chuyển cho Cộng hòa Liên bang Đức năm 1960 và hoạt động như là chiếc Zerstörer 5 (D179) cho đến năm 1982, và cuối cùng được chuyển giao cho Hy Lạp để làm nguồn phụ tùng. Dyson được tặng thưởng danh hiệu Đơn vị Tuyên dương Tổng thống cùng mười một Ngôi sao Chiến trận do thành tích phục vụ trong Thế Chiến II.

## Thiết kế và chế tạo
Dyson được đặt lườn tại xưởng tàu của hãng Consolidated Steel Corporation ở Orange, Texas vào ngày 25 tháng 6 năm 1941. Nó được hạ thủy vào ngày 2 tháng 5 năm 1942; được đỡ đầu bởi bà Charles Dyson, vợ góa Chuẩn đô đốc Dyson; và nhập biên chế vào ngày 30 tháng 12 năm 1942 dưới quyền chỉ huy của Hạm trưởng, Trung tá Hải quân Roy Alexander Gano.

## Lịch sử hoạt động

### Thế Chiến II

#### 1943
Sau các hoạt động hộ tống và bảo vệ dọc theo vùng bờ Đông Hoa Kỳ và vùng biển Caribe, Dyson khởi hành từ New York vào ngày 14 tháng 5 năm 1943 để đi sang khu vực Mặt trận Thái Bình Dương. Nó gia nhập Lực lượng Đặc nhiệm 36 tại Nouméa, New Caledonia, và phục vụ từ căn cứ này cũng như từ Espiritu Santo để hỗ trợ cho việc bình định quần đảo Solomon, tuần tra và hộ tống các đoàn tàu vận tải. Sang tháng 8, bản thân nó bắt đầu hoạt động tại khu vực này; và trong đêm 3-4 tháng 9, đang khi tuần tra ngăn chặn việc vận chuyển tiếp liệu của Nhật Bản, nó cùng tàu khu trục Pringle ngăn chặn và đánh chìm hai sà lan vận tải và làm hư hại một chiếc khác tại khu vực giữa Choiseul và Kolombangara. Đến cuối tháng, trong một hoạt động tương tự, nó bắn cháy và tiêu diệt một tàu lạ không rõ nhận dạng.
Quay trở về Espiritu Santo vào tháng 10, Dyson và các tàu chiến khác thuộc Đội khu trục 23 lên đường hỗ trợ cho việc đổ bộ lên mũi Torokina trên Bougainville, vào ngày 1 tháng 11 đã thực hiện cuộc tấn công các sân bay thuộc khu vực Buka-Monis và quần đảo Shortland, vô hiệu hóa việc kháng cự lại các cuộc đổ bộ của Đồng Minh. Đêm hôm đó, trong Trận chiến vịnh Nữ hoàng Augusta, Lực lượng Đặc nhiệm 39 đã ngăn chặn và đẩy lui một lực lượng tàu nổi Nhật Bản tìm cách tấn công các tàu vận chuyển đổ bộ trong vịnh. Hỏa lực ngư lôi và hải pháo của Dyson và các tàu khu trục khác đã góp phần vào chiến công đánh chìm một tàu tuần dương và một tàu khu trục đối phương, và làm hư hại bốn chiếc khác.
Dyson tham gia cuộc bắn phá sân bay Buka vào ngày 17 tháng 11, và trong đêm 24-25 tháng 11 đã tham gia Trận chiến mũi St. George, một trận hải chiến tàu khu trục kinh điển, nơi các tàu khu trục trong đội dưới quyền Đại tá Hải quân Arleigh Burke đã đánh chìm ba tàu khu trục đối phương và làm hư hại nặng một chiếc khác, khi chúng tìm cách triệt thoái nhân sự hải quân từ Buka trở về Rabaul. Đội khu trục 23 đạt được chiến thắng mà không bị tổn thất nào.

#### 1944
Dyson tiếp tục ở lại khu vực quần đảo Solomon cho đến tháng 3 năm 1944, bắn phá bờ biển Bougainville và tuần tra các tuyến đường hàng hải đến Rabaul để ngăn ngừa quân tăng viện Nhật Bản đến được phía Bắc Solomon. Sang tháng 2, nó gia nhập lực lượng hỗ trợ cho việc chiếm đóng đảo Green, New Guinea, rồi tiến hành hai đợt càn quét ngoài khơi New Ireland, săn đuổi tàu bè Nhật Bản và bắn phá Kavieng. Vào ngày 22 tháng 2, nó tiêu diệt hai tàu chở hàng, một tàu khu trục rải mìn, một xuồng tuần tra và hai sà lan, cũng như bắt giữ 31 người trong số 73 tù binh từ chiếc Claudia Maru. Vào ngày 23 tháng 2, nó bắn phá những mục tiêu trên bờ ở đảo Duke of York, và sang tháng 3 đã gia nhập Lực lượng Đặc nhiệm 31 để bảo vệ cho việc đổ bộ lên Emirau.
Dyson gia nhập Lực lượng Đặc nhiệm 58 vào ngày 25 tháng 3, và đã hộ tống cho các tàu sân bay trong các cuộc không kích lên Palau, Yap, Ulithi và Woleai từ ngày 30 tháng 3 đến ngày 1 tháng 4; các chiến dịch tại Hollandia từ ngày 21 đến ngày 23 tháng 4, và các cuộc bắn phá lên Truk, Satawan và Ponape từ ngày 29 tháng 4 đến ngày 1 tháng 5. Sau khi được tiếp liệu tại Majuro, nó lại lên đường cùng Lực lượng Đặc nhiệm 58 vào tháng 6 cho các cuộc không kích chuẩn bị lên Saipan và Pagan cũng như các cuộc không kích nghi binh xuống Bonin, hộ tống các tàu sân bay trong Trận chiến biển Philippine, rồi bắt đầu tham gia trực tiếp trong việc chiếm đóng quần đảo Mariana. Nó đã truy lùng tàu bè Nhật Bản ngoài khơi Guam và Rota, cũng như bắn phá các vị trí pháo đối phương và các sà lan tiếp liệu.
Sau khi được đại tu tại vùng bờ Tây, Dyson gia nhập Lực lượng Đặc nhiệm 38 tại Ulithi vào tháng 11, tham gia các cuộc không kích lên Luzon, Đài Loan, dọc theo bờ biển phía Nam Trung Quốc và lên Nansei Shoto, nhằm phối hợp với các cuộc đổ bộ trong khuôn khổ Trận Leyte và Trận Luzon.

#### 1945
Trình diện để phục vụ cùng Lực lượng Đặc nhiệm 78 trực thuộc Đệ Thất hạm đội vào tháng 2 năm 1945, Dyson hộ tống các đoàn tàu vận tải đi từ vịnh San Pedro đến vịnh Subic, rồi tuần tra và bắn phá các điểm tập trung quân đối phương cho chiến dịch chiếm Corregidor. Khi tàu quét mìn Saunter (AM-295) bị hư hại do trúng một quả mìn vào ngày 26 tháng 2, chiếc tàu khu trục đã giúp di tản những người bị thương và trợ giúp cứu hộ. Nó tiếp tục hoạt động tại vùng biển Philippines, tham gia các cuộc đổ bộ lên Panay, Negros và đảo Mindanao.
Vào ngày 16 tháng 5, Dyson đi đến ngoài khơi Okinawa để làm nhiệm vụ tuần tra, cột mốc radar canh phòng, hộ tống tại chỗ và giải cứu không-biển cho đến khi chiến tranh kết thúc. Nó lên đường quay trở về Hoa Kỳ vào ngày 10 tháng 9, về đến Washington, D.C. vào ngày 17 tháng 10. Hai ngày sau, Bộ trưởng Hải quân James V. Forrestal trao tặng cho Hải đội Khu trục 23 danh hiệu Đơn vị Tuyên dương Tổng thống do thành tích hoạt động xuất sắn tại quần đảo Solomon.
Đi đến Charleston, South Carolina, Dyson cung cấp điện cho các tàu khu trục ngừng hoạt động cho đến khi bản thân nó được cho xuất biên chế vào ngày 31 tháng 3 năm 1947 và được đưa về lực lượng dự bị.

### Zerstörer 5(D-179)
Con tàu được chuyển cho chính phủ Cộng hoà Liên bang Đức mượn vào ngày 17 tháng 2 năm 1960. Nó phục vụ cùng Hải quân Cộng hoà Liên bang Đức như là chiếc Zerstörer 5 (D-179) cho đến khi ngừng hoạt động, rồi được chuyển cho chính phủ Hy Lạp vào tháng 2 năm 1982, nơi nó được tháo dỡ để làm nguồn phụ tùng cho các con tàu còn hoạt động.

## Phần thưởng
Dyson được tặng thưởng danh hiệu Đơn vị Tuyên dương Tổng thống cùng mười một Ngôi sao Chiến trận do thành tích phục vụ trong Thế Chiến II.